# ACC (社團法人)
一般社團法人ACC（的縮寫），是由日本廣告主協會（Japan Advertisers Association，通稱JAA）、日本廣告業協會（Japan Advertising Agencies Association，通稱JAAA）、放送廣告代理店中央聯盟、日本電視商業製作公司聯盟（Japan Association of TV Commercial production companies，通稱JAC）、日本民間放送聯盟（National Association of Commercial Broadcasters in Japan，通稱NAB）等各業界團體組成的業界團體。
以社會文化的貢獻為目標，培育廣告的健全發展為目的，於1960年首先由日本廣告主協會、日本廣告業協会、日本民間放送聯盟，組成「廣告聯合研究會 （Allied CM Council，簡稱ACC）」，接著在1963年改組成「全日本廣告協議會（All Japan Radio & Television Commercial Council，簡稱ACC）」，最後在1993年，以公益活動為基礎且非營利而社團法人化，設立全日本CM放送聯盟（通稱ACC），2018年9月更名ACC。

## ACC沿革
- 1960年
  - 由日本廣告主協會、日本民間放送協會、日本廣告業協會三個團體組成「CM合同研究会」(Allied CM Council；簡稱ACC)開始發跡，以提昇廣告的素質為目標而開始展開活動。
  - 同時發行機關雜誌「ACC」，主要是讓會員之間的意見做交換。
- 1961年
  - 第1回ACC CMフェスティバル開辦(參選本數：487本、得獎作品數：123本)
- 1962年
  - 發行CMハンドブックシリーズ，致力開發廣告事業。
  - 日本電視commercial film製作者聯盟(現：日本電視商業製作公司聯盟)加入聯盟，整體的體制也逐漸完備。
- 1963年
  - 「CM合同研究会」改組成「全日本CM協議会」(All Japan Radio & TV Commercial Council；簡稱ACC)。
  - 第3回的ACC CMフェスティバル，選出第一個大獎。
  - 制定ACC会長賞，並且直接舉辦會長獎的第一回贈賞。
- 1964
  - 世界首次發行ACC CM年鑑，內容收錄ACC CMフェスティバル的得獎作品。
  - 制定鈴木CM賞，並且頒發第一回的獎賞。
- 1967
  - 在各地舉行地区CM研究会；將ACC CMフェスティバル得獎作品上映放送。
- 1968
  - 舉辦ラジオ・テレビCM合同研修会，之後每年都舉辦，直至1974年為止。
- 1969
  - 第9回ACC CMフェスティバル，首次報名參選作品數超過1000本。
- 1971
  - 制定廣告倫理綱領。
- 1972
  - 第12回ACC CMフェスティバル，增設區域廣告部門。
- 1977
  - 開始宣傳廣告音量適當化的活動。
- 1978
  - 創立15周年事業，發行「CM25年史」。
- 1979
  - 制定且統一見解，關於廣告放送目的的以外使用。
- 1980
  - 舉辦海外CM研究会；上映カンヌ・クリオ・IBA得獎作品。
- 1982
  - 第22回全日本CMフェスティバル，報名參選作品數超過3000本。
- 1983
  - 創辦ACCパーマネント・コレクション(CM殿堂)制度。
  - 此年度廢除全日本CMフェスティバル的國際部門。
- 1988
  - 舉辦第一回学生ラジオCMコンクール (現今的学生CMコンクール)。
- 1990
  - 舉行ACC創立30周年記念シンポジウム；出版「ACC30年のあゆみ」。
- 1992
  - 發表廣告著作權運用方針「關於廣告(影像廣告)的使用」。
- 1993
  - 將全日本CM協議会改組，成立社団法人全日本シーエム放送連盟(All Japan Radio & Television Commercial Confederation；簡稱ACC)。
- 1994
  - 創立ACC CM情報センター，針對第三者，確立使用廣告目的以外的對應。
- 1995
  - 制定ACC貢献賞，表彰對ACC有很多偉大貢獻的貢獻者。
- 1996
  - 舉辦匿名座談會，針對クリエイティブ界所存在的問題做嚴厲的討論，發言內容以書籍發行。(之後幾年持續實施)
- 1998
  - 設置ACC官方網站。
- 2000
  - 實施創立40周年紀念事業。
    - 發行紀念雜誌「CM殿堂」、舉辦紀念活動「CM殿堂フェスティバル」、在私營廣播台放送廣播節目「20世紀のCM音楽」。

  - 在ACC CM FESTIVAL(英文表示)創建ジャーナリスト賞。
  - 在学生CMコンクール之中增設電視部門。
  - 製作廣告音樂契約手冊。
- 2001
  - 發行「広告主・広告会社・制作会社三者合意のCM制作取引ルール」。
  - 舉辦關於「CM制作取引ルール」的研討會。
- 2002
  - 在早稻田大學裡開設廣告創作的講座，以及宣傳會議。
- 2003
  - 出版著作權委員會活動史「CM著作権　昨日・今日・明日」。
  - 第１回的CMシンポジウム
    - 舉行「クリエイティブ・スランプ!? 誰が日本にＣＭをダメにしたのか」。
- 2004
  - 更新ACC官方網站的首頁。
- 2005
  - 發行「CM制作プロセスマネジメント・ハンドブック」
  - 以廣播廣告活用化為目的，開始「ラジオCMプロジェクト」的推動。
- 2006
  - 開始廣播廣告活用化的企劃「ラジオのチカラ」。
- 2007
  - ヤングライオン國內選拔會中，設置フィルム・プレス的部門，皆有100組以上的小組報名參選（フィルム部門有104組、プレス部門有132組）。

## 外部連結
- （日語）(社)全日本CM放送聯盟(ACC)（页面存档备份，存于）